# Bat Trang
Bat Trang é uma comuna do distrito de Mongkol Borei na província de Banteay Meanchey, Camboja.

## Aldeias
- Khtum Reay Lech
- Khtum Reay Kaeut
- Anlong Thngan Kaeut
- Anlong Thngan Lech
- Bang Bat Lech
- Bang Bat Kaeut
- Bat Trang
- Bat Trang Thum Lech
- Bat Trang Thum Kaeut
- Bang Bat Touch
- Preaek Chik